# Ouled Frej
Ouled Frej  (in arabo أولاد فرج‎?) è un centro abitato e comune rurale del Marocco situato nella provincia di El Jadida, regione di Casablanca-Settat. Conta una popolazione di 19 752 abitanti (censimento 2014).